# Ingendorf (Pulheim)

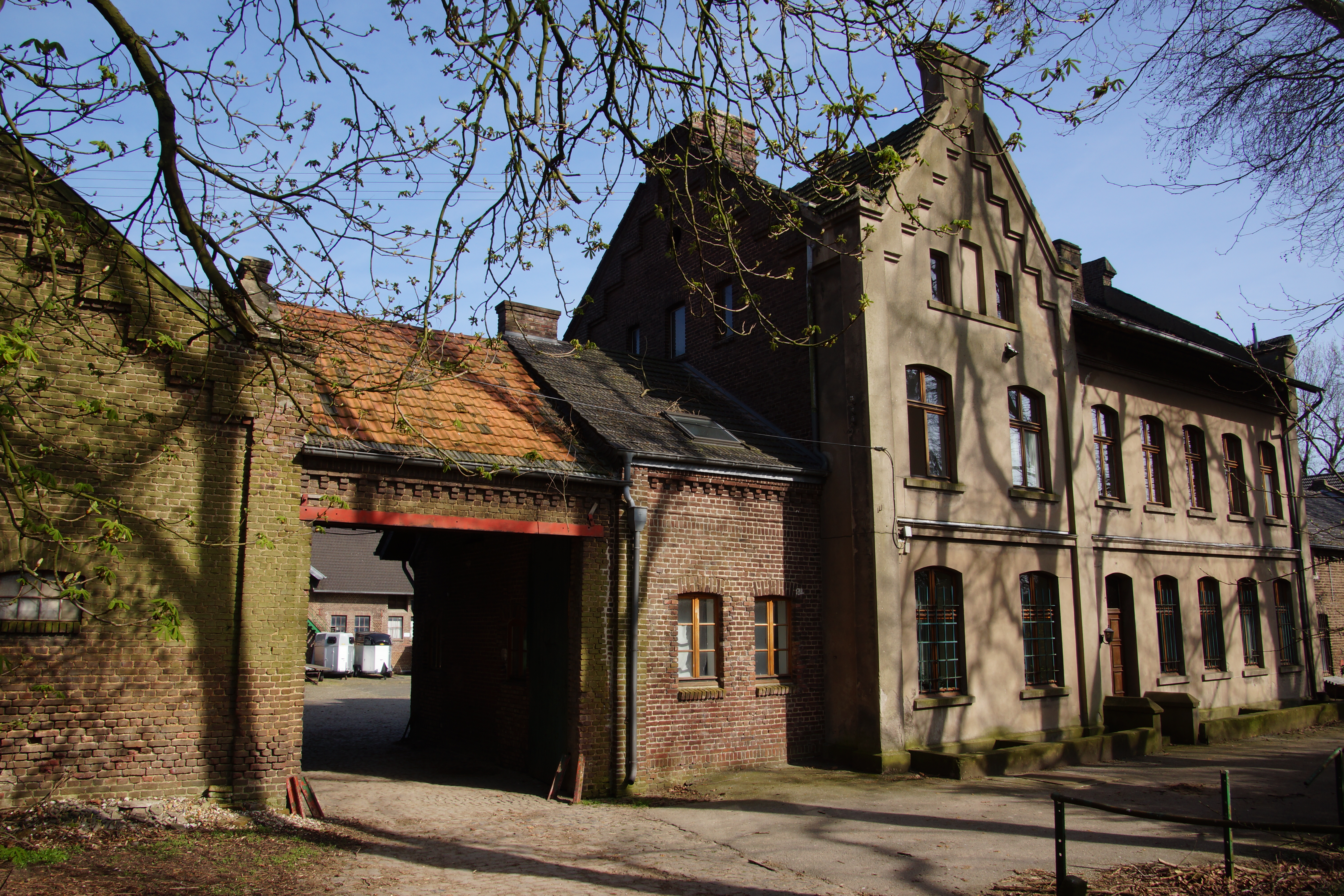
Baudenkmal Iveshof

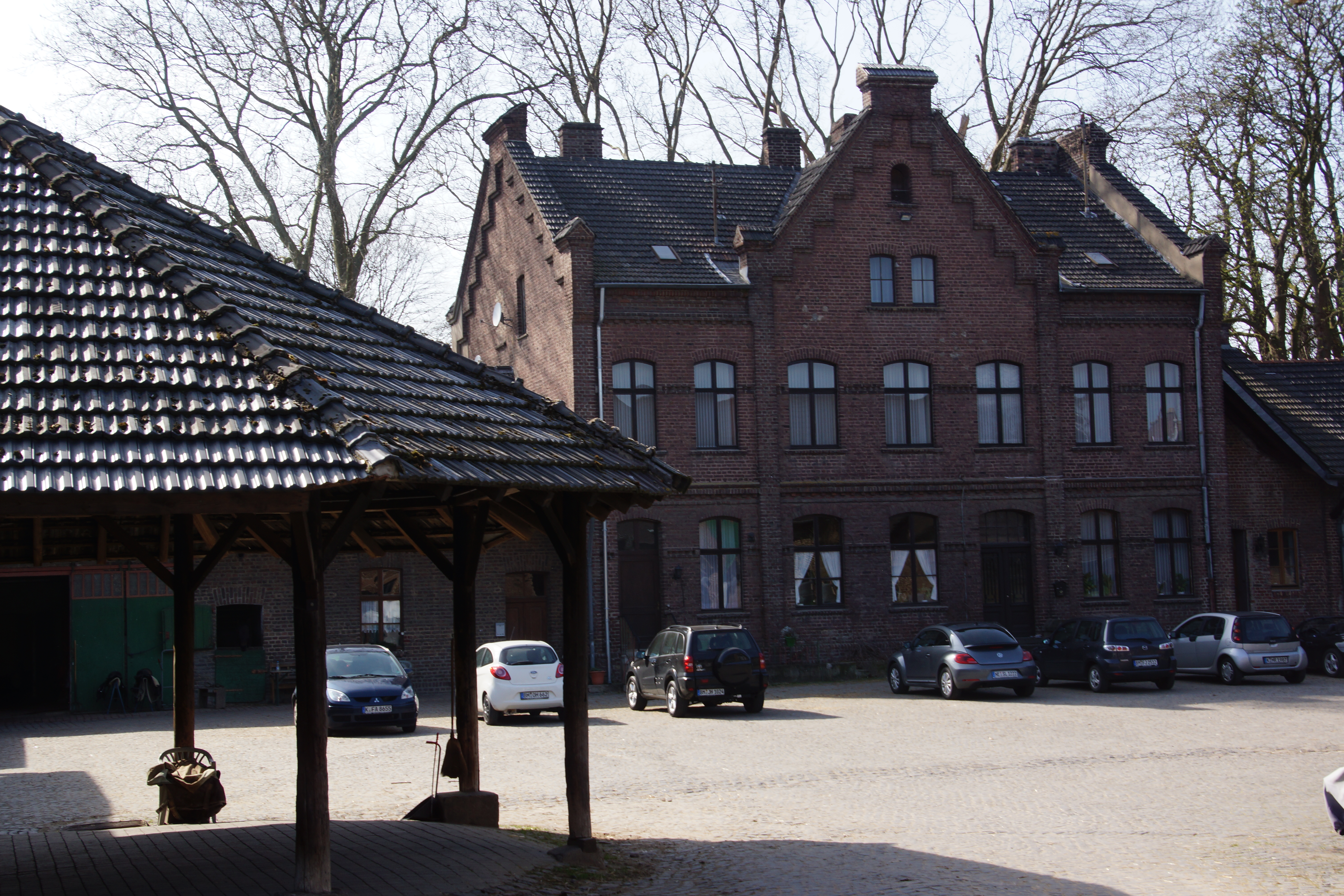
Iveshof

Ingendorf ist ein kleiner Weiler der Stadt Pulheim im Rhein-Erft-Kreis im Bundesland Nordrhein-Westfalen. 

## Lage
Ingendorf liegt südwestlich von Stommeln in einem Tal. Westlich von Ingendorf befindet sich Büsdorf. Südlich von Ingendorf ist die Ortschaft Fliesteden. 

## Geschichte
Erstmals wurde Ingendorf als Ingendorp im Jahre 1094 bezeichnet. Die Höfe in Ingendorf gehörten zum Fronhofverband des Ursulastiftes in Büsdorf. Seit dem 15. Jahrhundert gehörte Ingendorf zur Pfarrei Stommeln. Politisch war Ingendorf seit dem Mittelalter zum Amt Bergheim im Herzogtum Jülich. 1794 wurde Ingendorf von französischen Truppen besetzt und kam an die Mairie Stommeln im Kanton Dormagen im Arrondissement Cologne im Département de la Roer. Ab 1815 gehörte Ingendorf zur Gemeinde Stommeln im Landkreis Köln. Seit dem 1. Januar 1975 ist Ingendorf ein Teil der Stadt Pulheim.

## Sehenswürdigkeiten
Iveshof: Der jetzige Hof wurde im 19. Jahrhundert erbaut. Im Jahre 1671 hieß der Hof Horsterhof und war nach dem Besitzer Adam von der Horst benannt. Inzwischen ist der Gut Iveshof im Besitz der Familie Stassen.